# Street Sects
Gli Street Sects sono un duo di musica sperimentale nato in Texas nel 2013.

## Storia
Il cantante Leo Ashline forma la band insieme all'amico polistrumentista Shaun Ringsmuth.
James Plotkin, produttore dei Phantomsmasher e dei Scorn, si occupa della lavorazione dei primi due EP.
Nel 2016 esce il loro primo album, End Position, citazione di una canzone di Will Oldham.

## Stile musicale
È difficile collocare il gruppo in un solo genere. Le basi di ogni canzone sono musica elettronica contaminata da svariate sfaccettature: noise, punk, industrial e perfino black metal. Il cantante Ashline, infatti, ha un'ottima predisposizione per lo scream.
Il sito Sputnikmusic descrive la loro musica come "una combinazione tra suoni sporchi (...) e pensieri di suicidio e misantropia".
La rivista Rolling Stone compara il loro sound a quello dei Big Black e Youth Code.

## Membri
- Leo Ashline - voce, produzione
- Shaun Ringsmuth - produzione - strumentazione

## Discografia
- End Position (2016)
- The Kicking Mule (2018)